# Арвінд Крішна
Арвінд Крішна (англ. Arvind Krishna; нар. 1962, Деградун, штат Уттаракханд, Індія) — американський топменеджер індійського походження, десятий генеральний директор (2020-н.ч.) корпорації IBM.

## Ранні роки та освіта
Арвінд Крішна народився в місті Дехра-Дун, штат Уттаракханд в Індії. Його батько армійський офіцер — генерал-майор Збройних сили Індії, який служив спочатку в армії, а потім в уряді Індії. Арвінд пройшов навчання в Академії Св. Йосипа в рідному місті Дехрадуні, а потім закінчив англо-індійську вищу додаткову школу ім. Стейнса у місті Кунур, в штаті Тамілнад.
У 1985 році він здобув ступінь бакалавра в галузі електротехніки закінчивши Індійський технологічний інститут у місті Канпур, в штаті Уттар-Прадеш.
Потім він вирушив до США, де в 1990 році закінчив Іллінойський університет в Урбані-Шампейні у штаті Іллінойс і отримав науковий ступінь доктора в галузі електротехніки (Ph.D.). Він був відзначений нагородами як видатний випускник в обох ВНЗ.

## Кар'єра
У 1990 році Крішна почав працювати інженером в науково-дослідному підрозділі IBM Research. Він зробив свій внесок у ряд науково-технічних розробок, наприклад таких як: бездротові мережі, комп'ютерна безпека, операційні системи і бази даних.
У 2015 році він був призначений старшим віцепрезидентом з хмарних і когнітивних рішень IBM. І під його керівництвом IBM увійшла на нові ринки й розширила свою присутність в таких областях як: штучний інтелект, Хмарні обчислення, квантові обчислення і блокчейн. Він доклав чимало зусиль, щоб у 2018 році переконати раду директором IBM придбати компанію Red Hat за $ 34 млрд, що стало найбільшим придбанням в історії компаній розробників програмного забезпечення.
31 січня 2020 року Рада директорів IBM призначила з 6 квітня Арвінда Крішну на посаду генерального директора (CEO) корпорації, коли він змінив на цій посаді Джині Рометті — яка займала цю посаду з 2012 року.
У свій перший день у ролі генерального директора Крішна написав співробітникам IBM: «я вважаю, що ми можемо зробити IBM найнадійнішим технологічним партнером 21-го століття … Характер має першорядне значення».